# Greenup (Illinois)
Greenup – wieś w Stanach Zjednoczonych, w stanie Illinois, w hrabstwie Cumberland.